# Boîte de vitesses intégrée

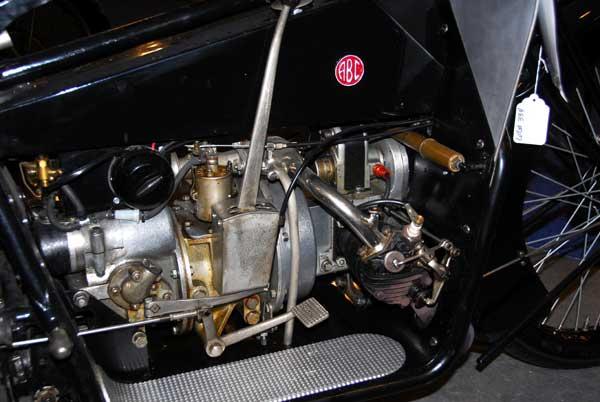
Flat-twin à construction moteur/transmission intégrée sur moto ABC de 1921.

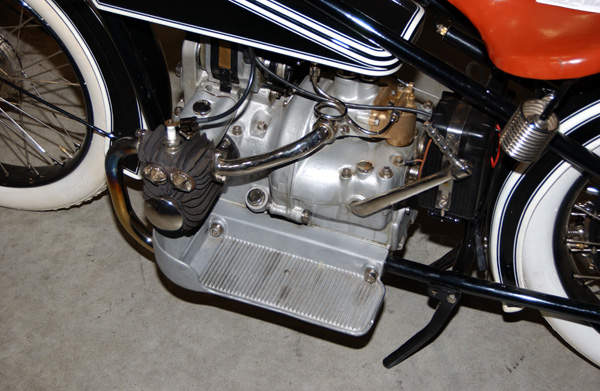
Construction moteur/transmission intégrée sur BMW R 32 de 1923.

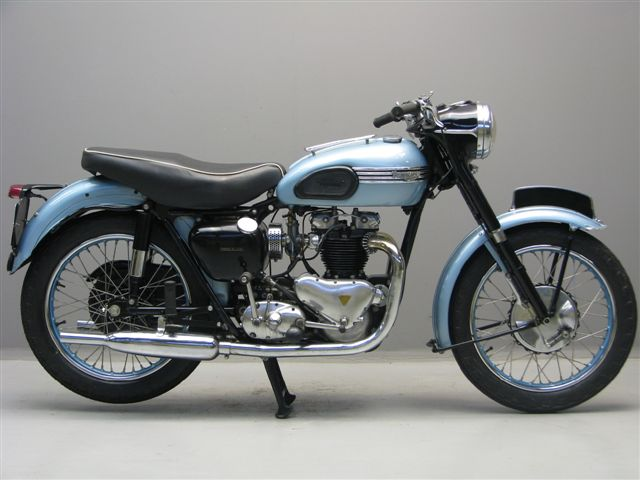
Triumph T110 avec moteur séparé.

Une architecture moteur et boîte de vitesses combinés est un type de conception pour des motos dans lequel le moteur et les composants de la boîte de vitesses partagent un même carter. Cela inclut parfois des moteurs d'automobiles et a souvent été appliqué à des motos avec des configurations internes assez différentes, telles que les modèles BMW à moteur flat-twin.

## Conception
Avant la construction intégrée, moteur et boîte de vitesses avaient leurs propres carters et étaient reliés par une chaîne primaire fonctionnant dans un carter à bain d'huile. Le nouveau système utilisait un entraînement par chaîne similaire mais disposait de trois réservoirs d'huile distincts pour le moteur, la boîte de vitesses et l'entraînement principal.
Triumph et BSA utilisaient déjà des carters en alliage coulé et commencèrent à se convertir à la construction intégrée dans les années 1950. Ce changement pour BSA/Triumph fut motivé par le fait que Lucas avait déclaré son intention d'abandonner la production de dynamos et de magnétos pour motos et de ne produire que des alternateurs. En revanche, les motos Velocette, Matchless/AJS et Norton continuèrent d'être construites en séparé (les anciennes machines avec carters primaires en acier forgé) jusqu'à la fin de la production dans les années 1960 et 1970. En réalité, les carters n'étaient pas vraiment intégrés, car la section du carter était divisée verticalement au milieu et aucune huile n'était partagée entre les trois parties. Ce n'est que dans les années 1960 que les motos japonaises ont introduit le carter familier en « coquille de palourde » fendu horizontalement, devenue presque universel.

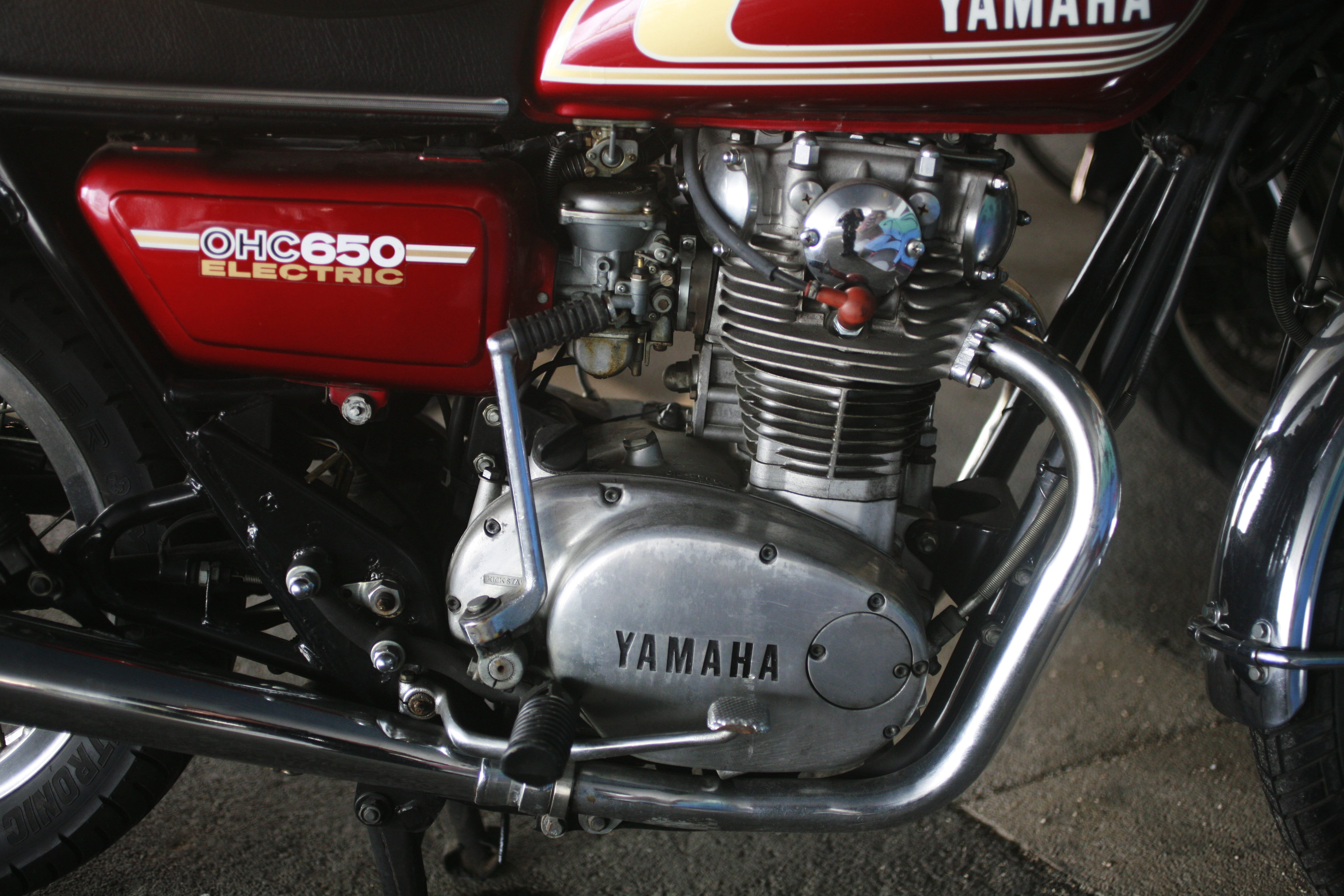
Yamaha XS 650 avec carter fendu verticalement.

Les moteurs modernes 4-temps divisés horizontalement utilisent invariablement un réservoir d'huile unique (qu'il s'agisse de carter humide ou sec). Bien que cela simplifie les choses, il est discutable que le système précédent consistant à utiliser différents types d'huile pour le moteur et la boîte de vitesses soit préférable. La BMC Mini fut un des premiers exemples de voiture dotée d'une « boîte de vitesses dans le carter ». Pourtant cette pratique consistant à utiliser un seul réservoir d'huile, devenue la norme pour les motos, n'est généralement pas le cas pour les voitures et les camions. Les motos 2-temps « à perte totale » ont toujours une huile distincte pour la boîte de vitesses, car l'huile moteur est brûlée avec le carburant.

## Avantages et inconvénients
Les avantages de cette architecture sont :
- contribue à la rigidité de la moto ;
- le boîtier de la chaîne principale peut être plus léger et plus compact ;
- le carter primaire peut être plus court, de sorte que l'empattement de la moto peut aussi être plus court ;
- moteur et transmission sont maintenant alignés de manière beaucoup plus précise dans le cadre, ce qui améliore la durée de vie du moteur ;
- le moteur est d'apparence plus propre et moderne par rapport aux modèles précédents.

Un inconvénient important est qu’il n’y a plus de réglage possible de la tension de la chaîne entre le moteur et la transmission, et que la tension (qui est presque toujours nécessaire) doit être effectuée par un patin en acier revêtu de caoutchouc. Cependant, l'ensemble est plus silencieux et le tendeur ne s'use pas beaucoup. Le changement pour la construction intégrée a mis fin au choix d’une boîte de vitesses d’un autre fabricant (par exemple modèles de compétition) et l’envoi de boîtes endommagées à des reconstructeurs spécialisés.

## Historique

### Modèles anciens
- 1904 : Alfred Angas Scott, fondateur de The Scott Motorcycle Company, conçoit une moto à construction intégrée pour moteur et boîte de vitesses. La production de la moto débuta en 1908[2].
- 1911 : Singer propose des motos à construction intégrée avec des moteurs de 299 et 535 cm3[3].
- 1914 : Granville Bradshaw, fondateur d'ABC Motorcycle, conçoit un moteur flat-twin à construction intégrée pour Sopwith Aircraft qui, à l'époque, fabriquait également des motos[4].
- 1919 : Harley-Davidson présente son modèle W avec une construction intégrée bicylindre à plat[5],[6].
- 1921 : alors en pleine expansion, la société Bianchi (Italie) présente son premier moteur V-twin à soupape latérale en construction intégrée de 600 cm3[7].
- 1923 : Rover lance un modèle à construction intégrée de 250 cm3, suivi d'un 350 cm3 en 1924 dont la production pris fin dès 1925[8].
- 1923 : le monocylindre avancé Triumph LS de 346 cm3 à trois vitesses fait son apparition. En raison de mauvaises ventes sa production s'arrête en 1927[7].
- 1923 : BMW lance sa propre construction intégrée de 498 cm3 avec transmission par arbre d'entraînement. BMW n'a jamais construit de moto avec boîte de vitesses séparée[9].
- 1924 : les moteurs monocylindres FN passent d'une construction semi-intégrée (comme dans le dernier monocylindre FN 285TT de 1922), aux moteurs intégrés pour le modèle M.60[10].
- 1928 : BSA fabrique son premier et unique moteur 2-temps, un 175 cm3 à construction intégrée, pour une saison seulement. Ses moteurs bicylindres parallèles 4-temps passent à la construction intégrée en 1962[11]
- 1930 : la Triumph « X » 175 cm3 2-temps et deux vitesses est le premier moteur monocylindre à deux temps intégré de la marque[7].
- 1932 : New Imperial, marque reconnue pour ses innovations dans la construction intégrée de ses motos, produit les Unit Minor 150 et Unit Super 250. À partir de 1938, toutes leurs machines sont construites en intégré[12],[13].
- 1938 : Francis Barnett propose la 125 cm3 Snipe à construction intégrée[14].
- 1946 : la série B de Vincent utilise la construction intégrée avec l'ensemble moteur-boîte comme élément porteur du cadre[15].
- 1947 : la Sunbeam S7 conçue par Erling Poppe, était une moto à construction intégrée avec moteur bicylindre longitudinal à arbre à cames en tête perfectionnée et entraînement par arbre[3].
- 1957 : la Royal Enfield Clipper est remplacée par la Crusader à construction intégrée[8].
- 1957 : Triumph fabrique sa première moto bicylindre intégrée, la 350 cm3 (21 ci) Twenty One 3TA, conçue par Edward Turner et Wickes. La moto fut présentée à l'occasion du 21e anniversaire de Triumph Engineering Co. Ltd. Malheureusement, celle-ci possédait également le premier carter arrière bathtub, qui fut un échec commercial[16].
- 1958 : l'Ariel Leader utilise une construction intégrée[4].

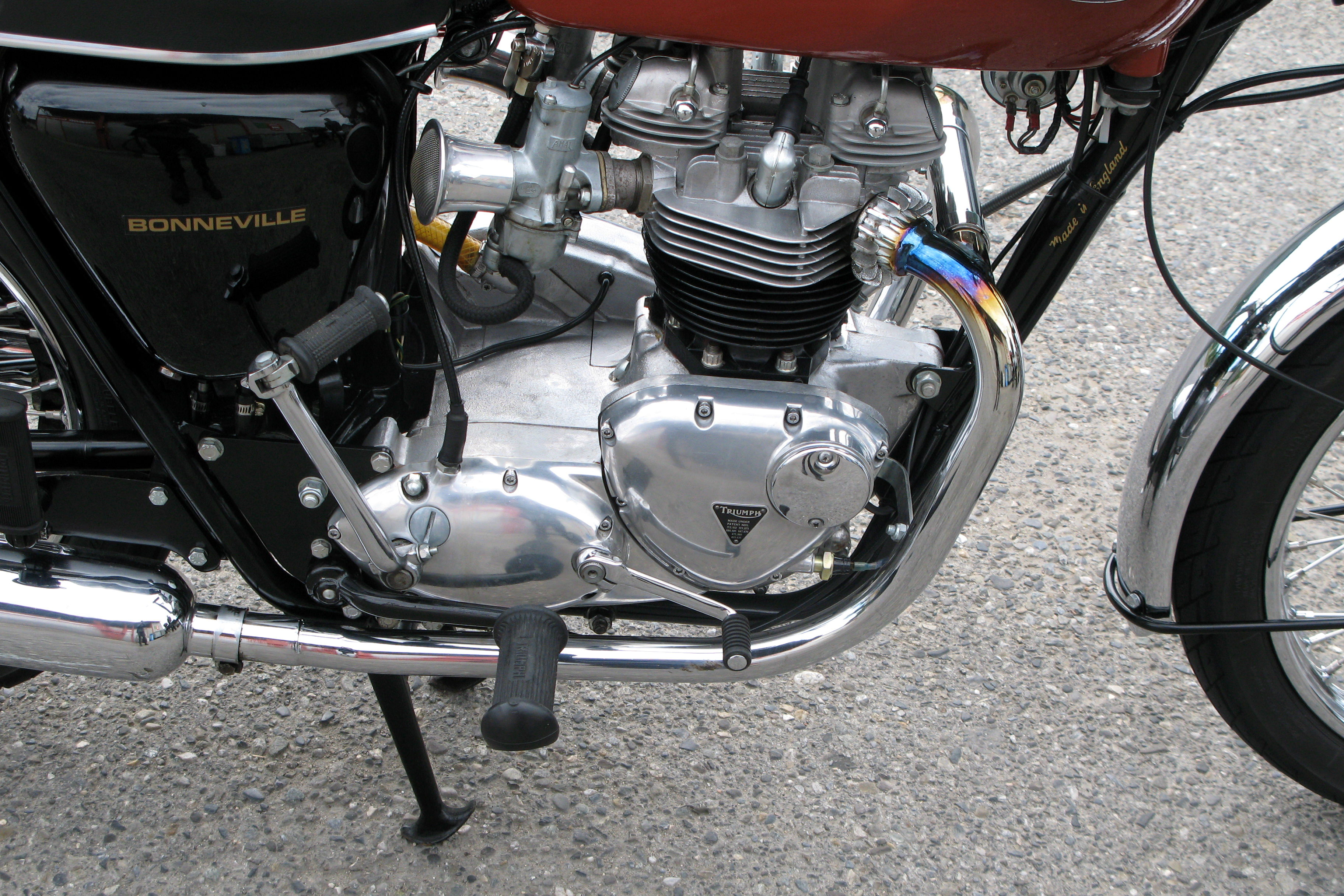
Moteur intégré Triumph.

### Triumph
Triumph a produit son premier modèle à construction intégrée monocylindre avec la 149 cm3 Terrier lancée en 1952. Ce modèle fut rapidement suivi par le plus populaire 196 cm3 Tiger Cub en 1953. Leur premier modèle intégré bicylindre sortit en 1957 avec la 350 cm3 Twenty One 3TA (ainsi nommée parce qu’elle avait une cylindrée de 21 ci). Suivirent les 500 cm3 5TA et les 650 cm3 en 1963. La Triumph Bonneville 650 cm3 produite de 1963 à 1969 est devenue un modèle recherché, en partie parce que le cadre servant de carter d'huile à partir de 1970 est considéré comme de qualité inférieure.

### BSA

#### Monocylindres intégrés

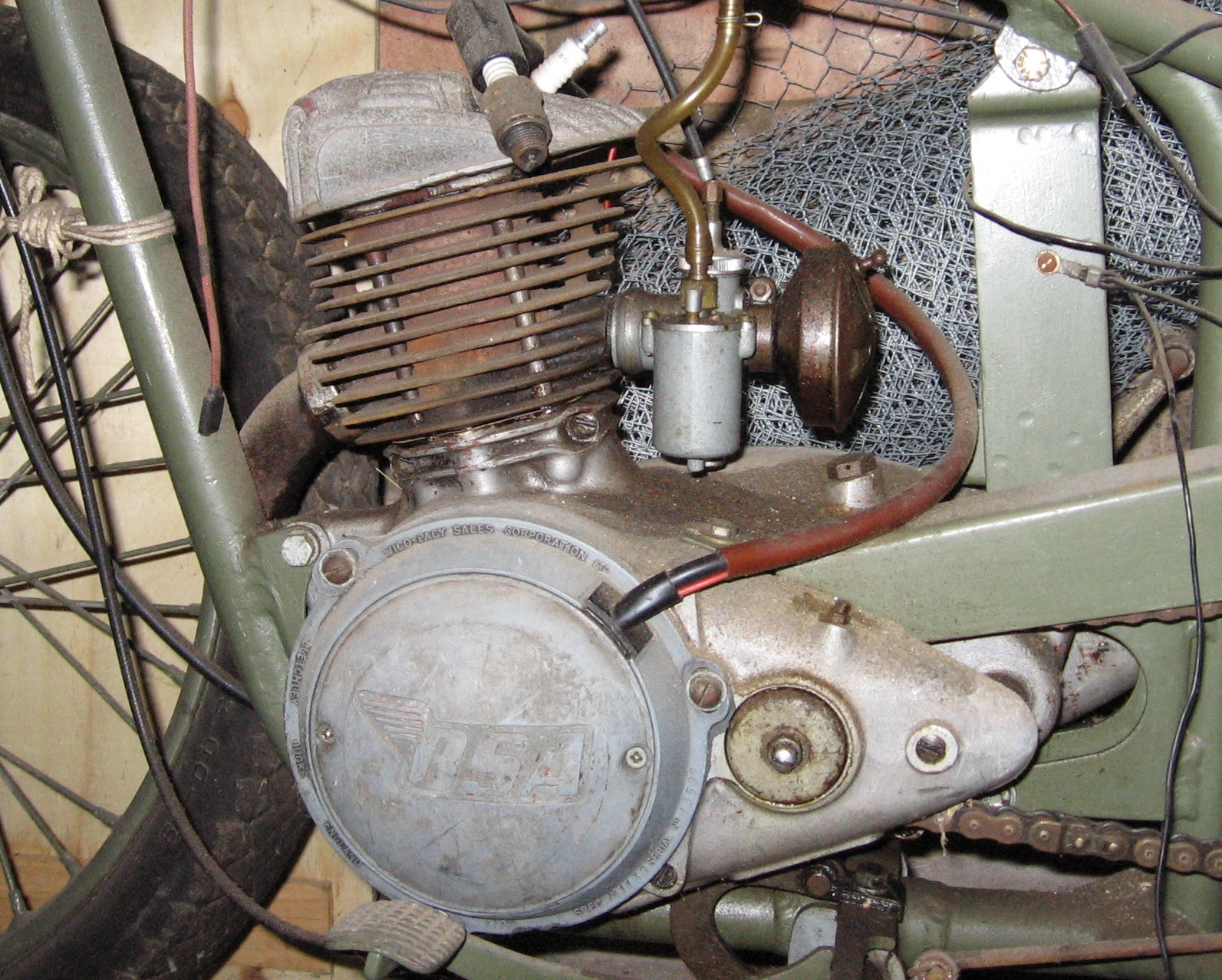
BSA Bantam 125 cm3 sur modèle D1.

La gamme de moteurs 2-temps BSA Bantam introduisit le concept de construction intégrée chez BSA dès son lancement en 1949. En 1959, BSA fabriqua ses premiers modèles intégrés 4-temps avec la C15 pour remplacer la vénérable monocylindre C12. La construction intégrée (contrairement aux moteurs et boîte de vitesses séparés des C10/ C11 et C12) a donné à la famille de motos lancée par ce modèle son nom courant.
Le C15 était conçu comme un modèle utilitaire et servit fidèlement cet objectif avec plusieurs milliers d'utilisateurs. Ce modèle était d'une conception simple et raisonnablement robuste.
Avec la C15 arriva la B40, la version 350 cm3. Elle n'était pas plus rapide que la C15, mais avait un peu plus de potentiel de transport. Une version spéciale de la B40 fut également produite (en grosses quantités) pour diverses branches de l'armée. Ces motos (connues sous le code « Ex-WD B40 ») étaient plus robustes que la version standard en particulier grâce à un nouveau roulement principal côté synchronisation (qui s'usait rapidement sur la version standard à cause d'une mauvaise conception), l'ajout d'un filtre à huile, une puissance légèrement abaissée et l'utilisation d'un cadre de compétition. Pour ces raisons, ces motos peuvent être un très bon investissements et sont souvent utilisés comme base pour les machines de compétition.
Plusieurs modifications mineures furent apportées à la C15 en 7 ans (avec quelques variations comme les versions plus performantes SS80 et SS90, et les versions compétition).
En 1967 le modèle subi quelques révisions et un changement de nom en devenant B25. Il a continué d'être utilisé avec peu de modifications jusqu'à ce que BSA s'effondre au début des années 1970.
La BSA monocylindre intégrée était une introduction abordable au motocyclisme pour beaucoup de jeunes dans les années 1960 et 1970. La conception simple permettait aux mécaniciens amateurs inexpérimentés et sous-équipés de les faire fonctionner la plupart du temps. Cependant les effets de cette maintenance inexpérimentée ont conduit à une mauvaise réputation en matière de fiabilité peu méritée — un monocylindre intégré bien entretenu régulièrement peut fonctionner très longtemps sans problème.

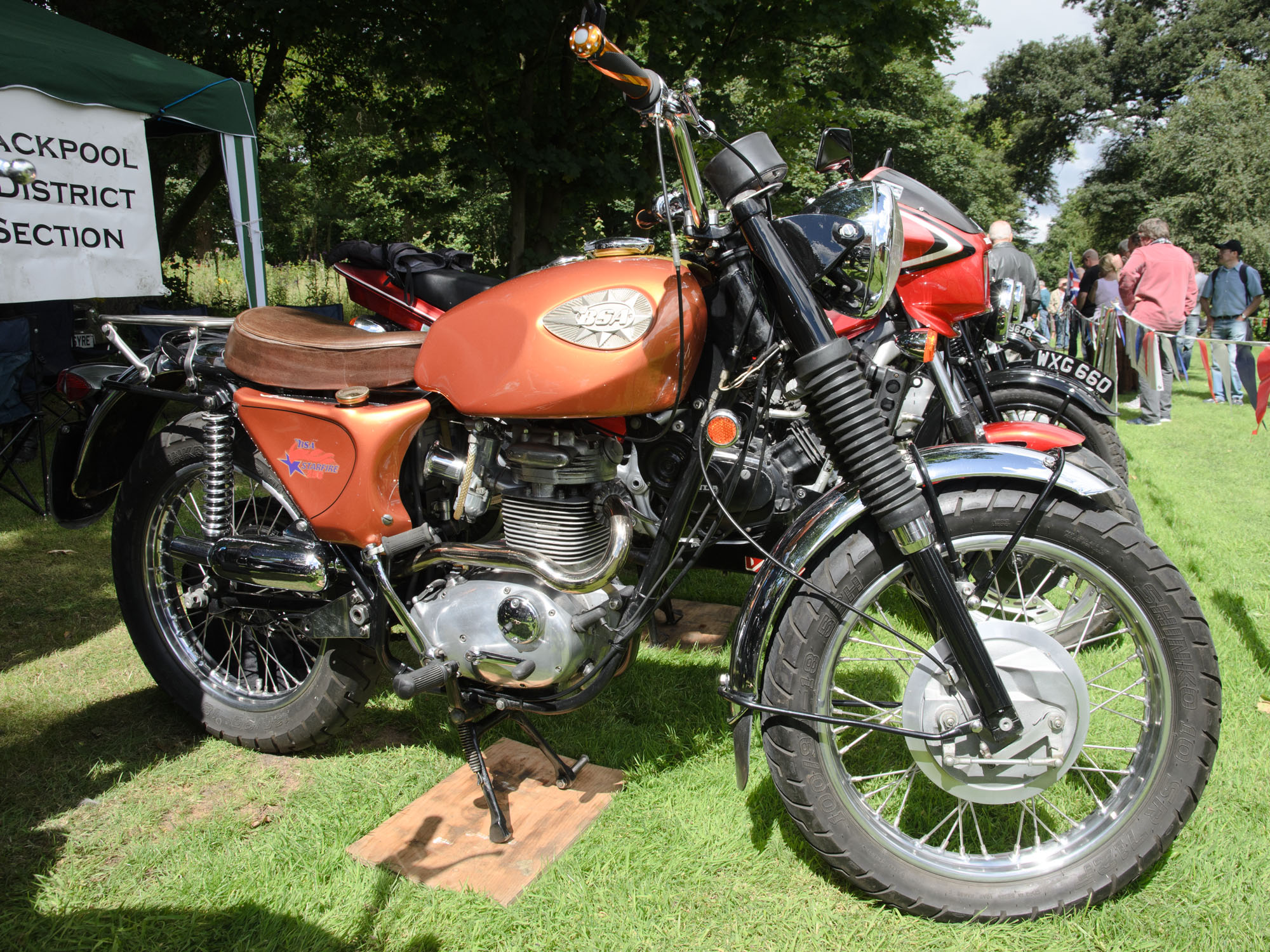
BSA Starfire 250 cm3.

Les versions les plus performantes (comme la très appréciée Starfire) étaient généralement moins robustes, mais leur poids léger, leur maniabilité et leurs moteurs énergiques signifiaient que de nombreuses personnes considéraient que les heures de maintenance nécessaires étaient un bon compromis.
De nombreux monocylindres intégrés BSA ont été construits, ce qui signifie qu’il existe peu de motos des années 1960 avec une telle quantité de pièces de rechange facilement disponible. La capacité de modifications et la disponibilité de ces moteurs, associés à leur construction compacte et légère, en ont également fait un choix populaire pour les compétitions modernes de « classiques ».
Le design de BSA était basé sur la Triumph Tiger Cub, produite pour la première fois en 1952. La poursuite du modèle jusqu'en 1973 témoigne bien de la popularité et de l’intérêt de cette conception, mais éclaire également de façon négative sur la réflexion prospective et les investissements des dirigeants de BSA. En 1967, les monocylindres intégrés étaient lents et bruyant et le « charme » de la traditionnelle fuite d'huile britannique s'amenuisait. En comparaison, la nouvelle génération de motos japonaises qui arrivait était rapide et exotique. Dans de telles conditions, les acheteurs ne pouvaient pas être tenus pour seuls responsables à l'époque de la chute de l'industrie de la moto britannique dans son ensemble.